# 現在的年輕人喔…
《現在的年輕人喔…》是由吉谷光平所創作的日本漫畫，由2018年4月9日起於Cygames旗下漫畫網站「Cycomi」（サイコミ）連載。獲WOWOW改編為於2022年4月9日首播的電視劇，反町隆史主演。

## 電視劇

### 演員列表
- 石澤一：反町隆史[2]
- 麥田步：福原遙[3]
- 舟木俊：中村海人（Travis Japan / 小傑尼斯）[4]
- 犬飼紗奈子：水崎綾女
- 惠比壽良二：藤井隆
- 風間宏：萩原聖人
- 稻垣勇吾：本高克树（7 MEN 侍 / 小傑尼斯）[5]
- 田貫常務：尾形一成
- 高良秀樹：篠原篤
- 神秘美女：大友花恋
- 麥田瞳美： 冨手麻妙
- Giant剛田：KAZLASER（MAPLE超合金）[6]
- MIKU：戶松遙（声）[6]
- 鬼戶誠一郎：木下鳳華

### 製作團隊
- 原作：吉谷光平《現在的年輕人喔…》（Cygames／Cycomi連載中）
- 導演：山田能龍
- 劇本：阿部羅秀伸
- 配樂：渡邊崇
- 製作人：村松亞樹、平部隆明、河添太

## 外部連結
- 漫畫連載網站（日語）
- 作者吉谷光平的X（前Twitter）
- 電視劇官方網站（日語）
- 官方電視劇的X（前Twitter）